# Пицхелаури, Шенгели
Шенгели Пицхелаури (груз. შენგელი ფიცხელაური; род. 24 августа 1946 или 2 августа 1946, Ахшани, Ахметский район) — советский самбист и дзюдоист, чемпион и призёр чемпионатов СССР по самбо и дзюдо, чемпион и призёр чемпионатов Европы по дзюдо, призёр чемпионата мира по дзюдо, победитель Спартакиады дружественных армий, мастер спорта СССР международного класса. В 1971-1975 годах был членом сборной команды страны. Выступал за Вооружённые силы (Тбилиси).

## Спортивные результаты
- Чемпионат СССР по самбо 1968 года — ;
- Чемпионат СССР по самбо 1970 года — ;
- Чемпионат СССР по дзюдо 1973 года — ;
- Чемпионат СССР по дзюдо 1974 года — ;